# Grannen (Beck-figur)
"Grannen", egentligen Valdemar, är en av de fiktiva personerna i Beckfilmerna, om poliskommissarien Martin Beck. Han är granne till Beck och spelades av Ingvar Hirdwall.

## Bakgrund
Rollpersonen skapades av Rolf Börjlind under 1990-talet och är inspirerad av en granne i verkligheten. Han gjorde sitt första framträdande i filmen Beck 1997, samma år som Peter Haber debuterade som Martin Beck. Grannen finns därför inte med i de tio böcker om Beck som Sjöwall Wahlöö gav ut mellan 1965 och 1975; inte heller i någon av de Beckfilmer som spelades in mellan 1967 och 1994. Det var också osäkert om Börjlind skulle få med grannen i några filmer överhuvudtaget.
Rollfiguren är populär bland allmänheten och har även en fanklubb på Facebook.

## Beskrivning
"Grannen" har morotsfärgat hår, glasögon med glas i matchande färg och bär ständigt stödkrage efter en gammal pisksnärtsskada. I filmen Den förlorade sonen (säsong 7) säger han själv att stödkragen sitter där efter en nackskada orsakad av en olycka med timmerbil i Vidsel. Han är mycket sällskapssjuk och förtjust i att ta sig ett järn. "Ska du ha en stänkare?" är en återkommande replik som förknippas med honom. Grannen gör sig ofta lustig över Martin Beck men tycks i grund och botten uppskatta honom eftersom han ständigt ser till att få umgås med Beck när tillfälle ges, ofta i trapphuset eller på balkongen. Grannen återkommer med olika infall och personliga betraktelser. Beck har ofta svårt att uppfatta om det han säger är sant eller bara en rövarhistoria.